# المركز الوطني الخليجي للممارسات الصحية المبنية على البراهين
تم تأسيس المركز الوطني الخليجي للممارسات الصحية المبنية على البراهين (NGCEBHP) بمبادرة من أ.د. بندر بن عبد المحسن القناوي –الرئيس التنفيذي للشئون الصحية بالحرس الوطني- وبدعم من الرئيس التنفيذي السابق الدكتور عبدالله الربيعة في مارس 2004. المركز معترف به من قبل وزراء الصحة بالمجلس التعاوني لدول الخليج كمرجع للطّب المبني على البراهين في المملكة العربية السعودية ودول الخليج. كما يتبع المركز رسمياً لمجموعة الممارسة الإكلينيكية المبنية على البراهين في جامعة ماكماستر بكندا. ويترأس هذه المجموعة الدكتور قوردن قويات والذي يعد من القادة والمؤسسين الأوائل لطب البراهين في جميع أنحاء العالم.

## رسالة المركز
يهدف المركز الوطني الخليجي للممارسات الصحية المبنية على البراهين إلى تعزيز مفهوم وممارسة الطب المبني على البراهين في المملكة العربية السعودية والمجلس التعاوني لدول الخليج.

## رؤية المركز
أن يحظى جميع المتخصصين بالرعاية الصحية ومتخذي القرارات في المملكة العربية السعودية ودول مجلس التعاون الخليجي بالبحوث المبنية على البراهين الملائمة والعالية الجودة. سيلعب المركز الوطني الخليجي للممارسات الصحية المبنية على البراهين دوراً محورياً في إنتاج ونشر هذه البراهين في جميع مجالات الرعاية الصحية.

## المجلس التنفيذي
- أ.د. بندر القناوي

المشرف العام.
الرئيس التنفيذي للشؤون الصحية بالحرس الوطني.
- د. هيا الفوزان

مديرة المجلس التنفيذي للمركز الوطني الخليجي للممارسات الصحية المبنية على البراهين.
عميدة كلية التمريض، جامعة الملك سعود بن عبد العزيز للعلوم الصحية.
- د. مازن فيروانا

مدير مشارك للمجلس التنفيذي للمركز الوطني الخليجي للممارسات الصحية المبنية على البراهين.
إستشاري، طب الأسرة، مدينة الملك عبدالعزيز الطبية بالحرس الوطني، الرياض.

## أعضاء المركز
- البرفيسورة لبنى الأنصاري

كلية الطب، جامعة الملك سعود، الرياض
- الأستاذ عبد العزيز العواد

نائب المدير التنفيذي.
الشؤون الإدارية، مدينة الملك عبدالعزيز الطبية بالحرس الوطني، الرياض
- د. محمود البربري

الأمين العام للمركز الوطني الخليجي للممارسات الصحية المبنية على البراهين.
وحدة العناية المركزة للأطفال، مدينة الملك عبدالعزيز الطبية بالحرس الوطني، الرياض
- د. نهى دشاش

مديرية العناية الصحية الأولية.
وزارة الصحة، جدة
- د. عبد الله الخنيزان

إستشاري، طب الأسرة.
إدارة طب الأسرة والعيادات الشاملة، مستشفى الملك فيصل التخصصي ومركز الأبحاث، الرياض
- د. ماجد السلامة

إستشاري، طب الطوارئ.
مدينة الملك عبدالعزيز الطبية بالحرس الوطني، الرياض

## مجموعات العمل
للمركز مجموعات عمل محلية في عدد من المراكز الصحية والجامعات السعودية، بالإضافة إلى علاقات عمل مع عدد من الجامعات المراكز المتخصصة في مجال الطب المبني على البراهين في الخارج: 
- جامعة الملك سعود.
- مستشفى الملك فيصل التخصصي ومركز الأبحاث.
- مستشفى القوات المسلحة.
- جامعة القصيم.
- الجمعية السعودية للعلاج الطبيعي.
- المستشفى السعودي الألماني.
- مجموعة عمل الطب المبني على البراهين في كل من جدة والمدينة المنورة والطائف والأحساء.
- مركز الطب المبني على البراهين في جامعة الخليج العربي.
- مركز الطب المبني على البراهين في جامعة السلطان قابوس.
- جامعة الشارقة.
- المكتب التنفيذي لمجلس وزراء الصحة لدول مجلس التعاون.
- المكتب الإقليمي لمنظمة الصحة العالمية لشرق البحر المتوسط للطب المبني على البراهين - القاهرة.
- مركز الأدلة الصحة - جامعة ألبرتا - كندا.
- معهد بريغز جوانا - أستراليا.
- جامعة ماكماستر - كندا.

قام المركز خلال العام 2009 بتنفيذ 50 دورة وورشة عمل تدريبية في مجال الطب المبني على البراهين حضرها ما يزيد على 3000 مشارك. ويجري العمل حاليا على خطة لتطوير المركز ليكون مركز تميز يعنى بالرعاية الصحية المبينة على البراهين.